# Bombardarea insulei Yeonpyeong
Bombardarea insulei Yeonpyeong a început la ora 14:34 KST (05:34 UTC) pe 23 noiembrie 2010, când artileria nord-coreeană a început să bombardeze insula sud-coreeană Yeonpyeong, deși agenția oficială de știri a Coreei de Nord, KCNA, a acuzat Coreea de Sud: „că ea a tras prima în teritoriul nostru maritim”.

## Condiții

Frontiera maritimă disputată dintre Coreea de Nord și cea de Sud. Coreea de Nord revendică apele de la nord de linia roșie; Coreea de Sud revendică apele de la sud de linia albastră. Yeonpyeong este marcată cu 1 pe hartă.

Încă de la semnarea armistițiului dintre Organizația Națiunilor Unite și Coreea de Nord, nord-coreenii sunt în litigiu cu Coreea de Sud în privința frontierei maritime de vest care este susținută de Sud. Guvernul Coreei de Nord nu recunoaște așa-numita Northern Limit Line (NLL, linia de demarcație maritimă dintre cele două Corei), cerând o frontieră mai la sud, care cuprinde niște locuri de pescuit și mai multe insule sud-coreene, inclusiv Yeonpyeong. Într-un efort de a-și afirma pretențiile teritoriale, Coreea de Nord, la finalul anilor '90 și la începutul anilor 2000, au făcut mai multe incursiuni la sud de NLL, ceea ce a dus la o bătălie navală lângă insula Yeonpyeong în 1999, precum și un alt conflict în aceeași zonă în 2002. Deși nu au existat alte ciocniri grave pentru un timp, în 2009, de-a lungul frontierei în litigiu, a avut loc o bătălie navală lângă insula Daecheong, Coreea de Sud acuzând pe cea de Nord că un submarin de-al lor ar fi scufundat nava militară ROKS Cheonan (PCC-772).

## Bătălia
Pe 23 noiembrie 2010, la ora locală 14:34, în timpul unui exercițiu naval al Coreei de Sud, armata Coreei de Nord a început să tragă proiectile de artilerie înspre insula sud-coreeană Yeonpyeong. Baza militară a Coreei de Sud, precum și mai multe clădiri civile au luat foc, astfel că armata Coreei de Sud a răspuns cu focuri de artilerie din obuzierul K9 , împotriva pozițiilor nord-coreene. Întrucât alimentarea cu electricitatea de pe Yeonpyeong a fost oprită și mai multe incendii au izbucnit, ca urmare a bombardamentelor nord-coreene, armata sud-coreeană a ordonat civililor să evacueze buncărele. Armata sud-coreeană și-a armat trupele sale de pe insulă, aducând avioane de vânătoare F-16.
Potrivit unui rezident al insulei, după ce forțele sud-coreene „au organizat un exercițiu de artilerie, proiectile din Nord au început să cadă pe insula noastră.”
La ora 11:33 GMT, Secretarul Kwon, atașat al Ministerului Apărării din Seul, a declarat pentru BBC World Service că „incendiile s-au oprit, acum. Civilii sunt în adăposturi.”

## Urmări
Bombardamentele au provocat mai multe victime în rândul sud-coreenilor de pe Yeongpyeong. Doi marinari sud-coreeni au fost uciși și, cel puțin, 16 au fost răniți, din care șase grav. În plus, atacul a declanșat incendii pe insulă. Atacul nord-coreean a avut un impact global pe piețele financiare. Mai multe valute asiatice au slăbit față de euro și de dolarul american, în timp ce, în același timp, bursele asiatice au scăzut.